# Zespół Goldenhara
Zespół Goldenhara (ang. Goldenhar syndrome, hemifacial microsomia, HFM, Oculo-Auriculo-Vertebral syndrome, OAV syndrome) – zespół wad wrodzonych, charakteryzujący się najczęściej jednostronną hipoplazją struktur twarzoczaszki.

## Epidemiologia
Częstość występowania zespołu szacuje się na 1:45 000–1:56 000.

## Etiologia
Większość przypadków zespołu jest sporadycznych; są doniesienia o pojedynczych przypadkach dziedziczenia autosomalnego dominującego bądź recesywnego.

## Objawy i przebieg
Obraz kliniczny zespołu Goldenhara jest dosyć różnorodny. Następujące wady wrodzone mogą wchodzić w jego skład:
- anomalie twarzoczaszki:
  - jednostronna deformacja ucha zewnętrznego;
  - anocja;
  - wyrośla przeduszne;
  - atrezja przewodu słuchowego zewnętrznego;
  - coloboma;
- anomalie kręgów:
  - skolioza;
  - anomalia Klippla-Feila;
- anomalie układu sercowo-naczyniowego;
- anomalie ośrodkowego układu nerwowego.